# Setzin
Setzin là một đô thị ở huyện Ludwigslust, bang Mecklenburg-Vorpommern, Đức. Đô thị này có diện tích 20,6 km², dân số thời điểm 31 tháng 12 là 535 người.